# Bee Ridge (Floryda)
Bee Ridge – jednostka osadnicza w Stanach Zjednoczonych, w stanie Floryda, w hrabstwie Sarasota.